# Twit
«Twit» (en hangul, 멍청이; romanización revisada, Meongcheongi) es el sencillo debut de la cantante surcoreana Hwasa. Fue lanzado el 13 de febrero de 2019 por RBW. El vídeo musical de la canción tuvo más de 70 millones de vistas en 2019, por lo que fue el tercer vídeo más visto de una artista femenina solista en Corea de Sur ese año.

## Composición
«Twit» fue coescrita y coproducida por Hwasa, junto a Dohun Kim y Woosang Park. Tamar Herman, de Billboard, describió la canción como «una fuerte melodía pop que incluye trap beats y elementos house tropical mientras la artista cambia entre el rap y su poderosa voz».

## Vídeo musical
El 12 de febrero de 2019 se publicó el tráiler del vídeo musical y un día después se lanzó la versión completa. Fue dirigido por Park Sangwon. Una versión solo con la práctica de la coreografía se publicó tres días después, el 16 de febrero.

## Promoción
Hwasa interpretó la canción en varios programas de música surcoreanos, incluyendo Show! Music Core, Music Bank, Inkigayo y M Countdown. Posteriormente,  «Twit» obtuvo el primer lugar en el programa Show! Music Core de la cadena MBC, el 2 y el 16 de marzo.

## Posicionamiento en listas

### Semanales
| Lista (2019)                              | Mejor posición |
| ----------------------------------------- | -------------- |
| Corea del Sur (Gaon Digital Chart)        | 1              |
| Corea del Sur (K-pop Hot 100)             | 1              |
| Estados Unidos (World Digital Song Sales) | 3              |
| Nueva Zelanda (New Zealand Hot Singles)   | 22             |

## Historial de lanzamiento
| País   | Fecha                 | Formato          | Sello |
| ------ | --------------------- | ---------------- | ----- |
| Varios | 13 de febrero de 2019 | descarga digital | RBW   |